# Comité olympique du Vietnam
Le Comité olympique du Viêt Nam (en vietnamien, Ủy ban Olympic Việt Nam) est le comité national olympique du Viêt Nam fondé en 1976.